# Pakistan International Airlines
La Pakistan International Airlines Corporation, più comunemente conosciuta come PIA (Urdu: پی آئی اے o پاکستان انٹرنیشنل ایرلاینز), è la compagnia aerea di bandiera del Pakistan, con sede a Karachi. È uno dei più grandi vettori dell'Asia meridionale ed opera servizi di linea verso 35 destinazioni in Asia, Medio Oriente, Europa e Nord America, così come nella rete nazionale che collega altre 23 destinazioni. La compagnia aerea è di proprietà del governo del Pakistan (per una quota dell'87%) e di altri azionisti (per una quota del 13%). Al 2025, conta 7.000 dipendenti. La PIA è la compagnia aerea con più destinazioni internazionali rispetto a qualsiasi altra dell'Asia meridionale.
I suoi hub principali sono l'Aeroporto Internazionale Jinnah di Karachi, l'Aeroporto Internazionale Allama Iqbal di Lahore e l'Aeroporto Internazionale di Benazir Bhutto situato tra Islamabad e Rawalpindi.

## Storia
Pakistan International Airlines, può rintracciare le sue origini ai giorni in cui il Pakistan non era uno Stato indipendente. Nel 1946, Mohammad Ali Jinnah ha compreso la necessità di costituire una compagnia aerea per favorire la crescita del paese; ha dunque chiesto aiuto ad un industriale locale (suo ex compagno di università), Mirza Ahmad Ispahani di prospettare un progetto per la formazione di una compagnia di bandiera per la nazione.
A metà 1947, la Orient Airways (quello il suo primo nome) è entrata in servizio proprio quando lo Stato del Pakistan era stato istituito. Le prime due rotte interne furono quelle Karachi-Lahore-Peshawar, e Quetta-Karachi-Lahore.
L'operazione si rivelò poco proficua e così la Orient Airways si è fusa, secondo una proposta del governo, con una nuova compagnia aerea, diventando l'attuale Pakistan International Airlines Corporation. Nel corso dello stesso anno la società ha effettuato il suo primo servizio di trasporto internazionale, da Karachi a Londra (Aeroporto di Heathrow) con scali intermedi all'Aeroporto Internazionale del Cairo e all'Aeroporto di Roma-Fiumicino, utilizzando l'aeromobile Lockheed L-1049C Super Constellation.
Nel marzo 1960, PIA è diventata la prima compagnia aerea asiatica ad utilizzare un jet Boeing 707. Nello stesso anno, uno degli aeromobili della PIA, un Boeing 720, ha stabilito un record del mondo, volando da Londra a Karachi, non-stop in 6 ore, 43 minuti e 55 secondi.

Il 1970 ha segnato la ripresa dei voli transatlantici e la copertura di nuove destinazioni per la compagnia dopo una difficile crisi economica interna. Nel 1976 è entrato a fare parte della flotta il primo Boeing 747-200B e nel 1978, ha acquistato il suo primo Boeing 747-200BM.

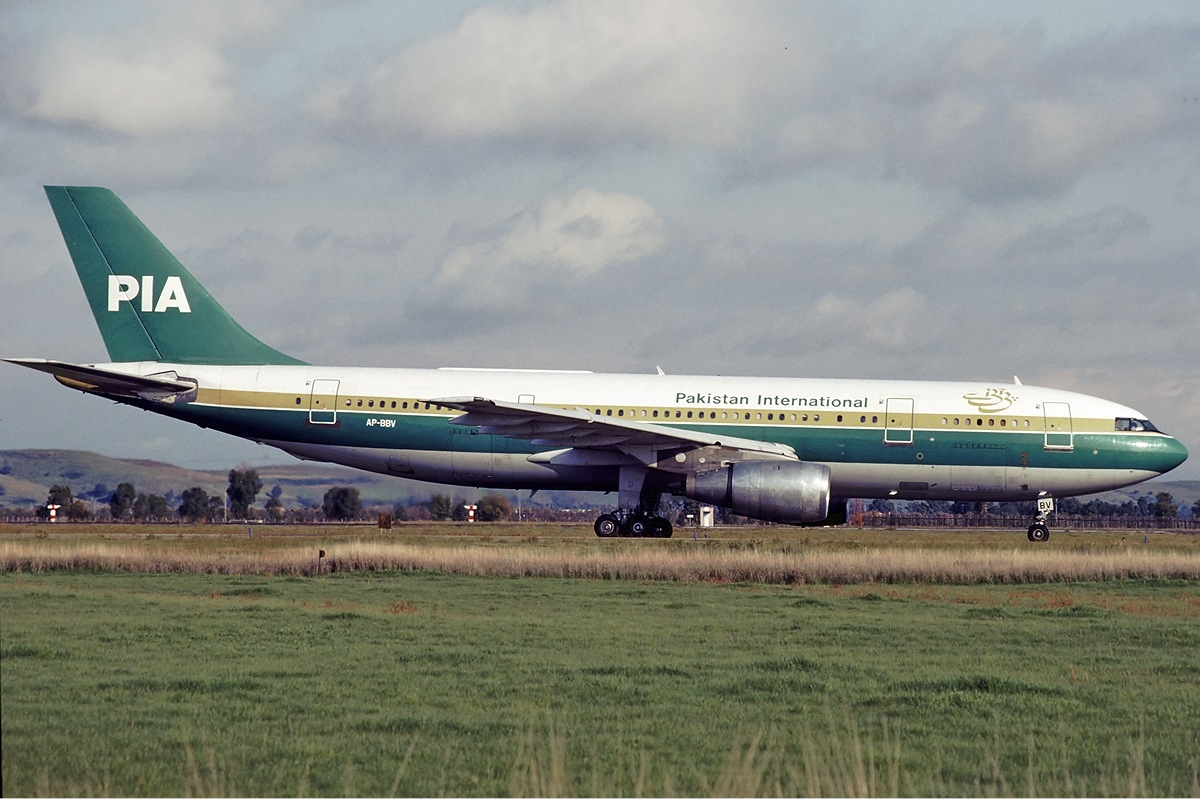
A300 B4 a Roma Fiumicino nel 1991

Nel 1992 sono iniziati i collegamenti con Zurigo; nel 1994, si sono aggiunte Giacarta, Fujairah, Baku e al-'Ayn mentre nel 1996 ci fu la riapertura dei servizi con Beirut.
Nella seconda metà degli anni novanta, il governo del Pakistan ha preso in considerazione la vendita della compagnia aerea per il settore privato a causa di persistenti perdite subite da parte della compagnia aerea. Il governo pianificò piani di privatizzazione, ma nessuno di questi trovò seguito. Diversi passi verso l'outsourcing e di non-core business sono state avviati, ma il 18 febbraio 2009 il vettore è stato eliminato dalla lista di privatizzazione.
Nel 2005 la Commissione Europea ha vietato a 36 aerei su 44 della Pakistan International Airline di sorvolare i cieli dell'Europa per motivi legati alla sicurezza. Gli altri otto aeromobili, vale a dire i Boeing 777, erano stati esentati da tale divieto; il 29 novembre 2007, l'Unione europea ha completamente annullato la restrizione.
Il 30 giugno 2020, l'Agenzia europea per la sicurezza aerea (EASA) ha revocato l'autorizzazione di "operatore di un paese terzo" della Pakistan International Airlines per sei mesi dal 1º luglio 2020.

## Flotta

### Flotta attuale

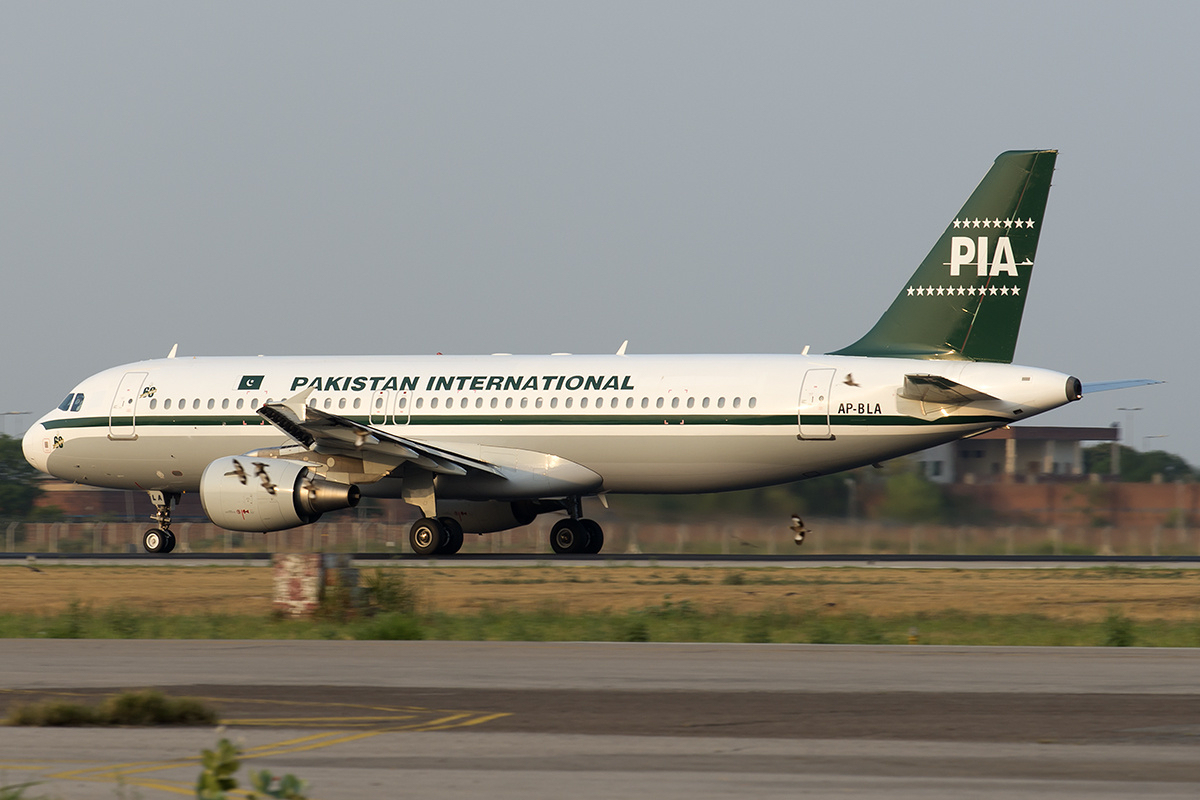
Un Airbus A320-200 in livrea rétro.

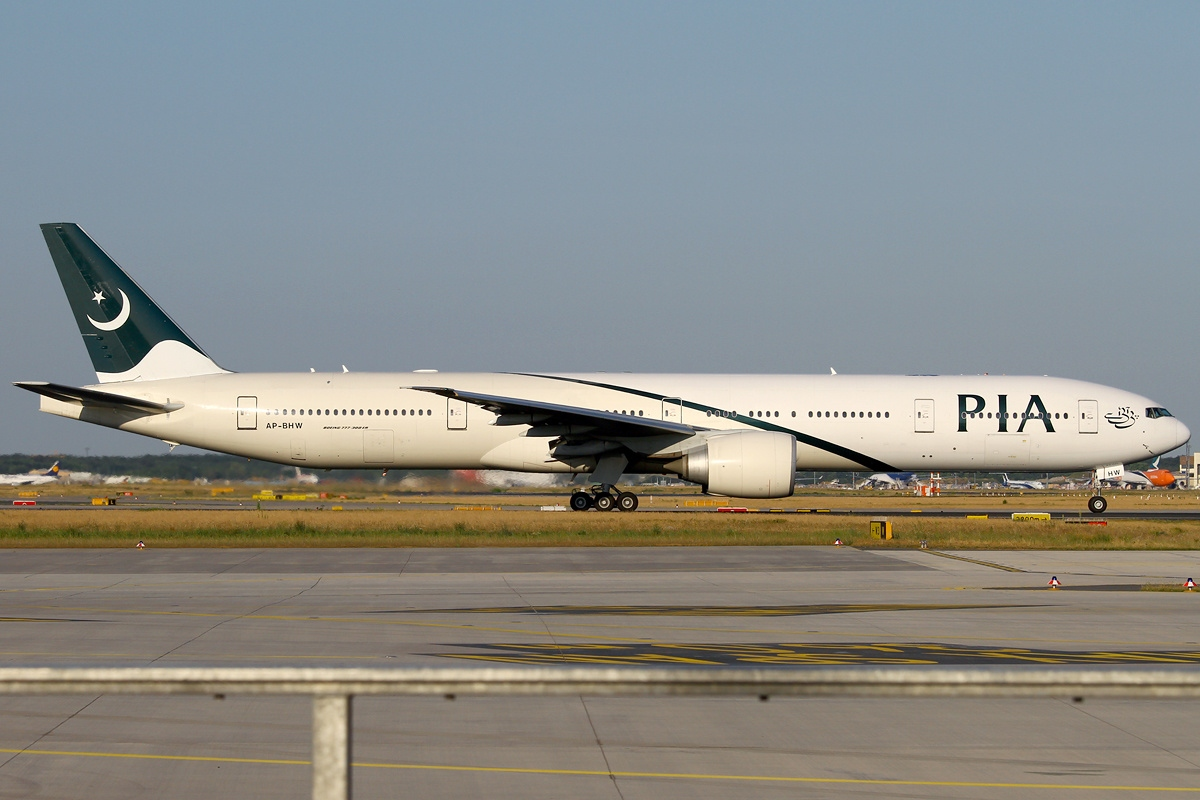
Un Boeing 777-300ER.

A maggio 2025 la flotta di Pakistan International Airlines è così composta:

### Flotta storica

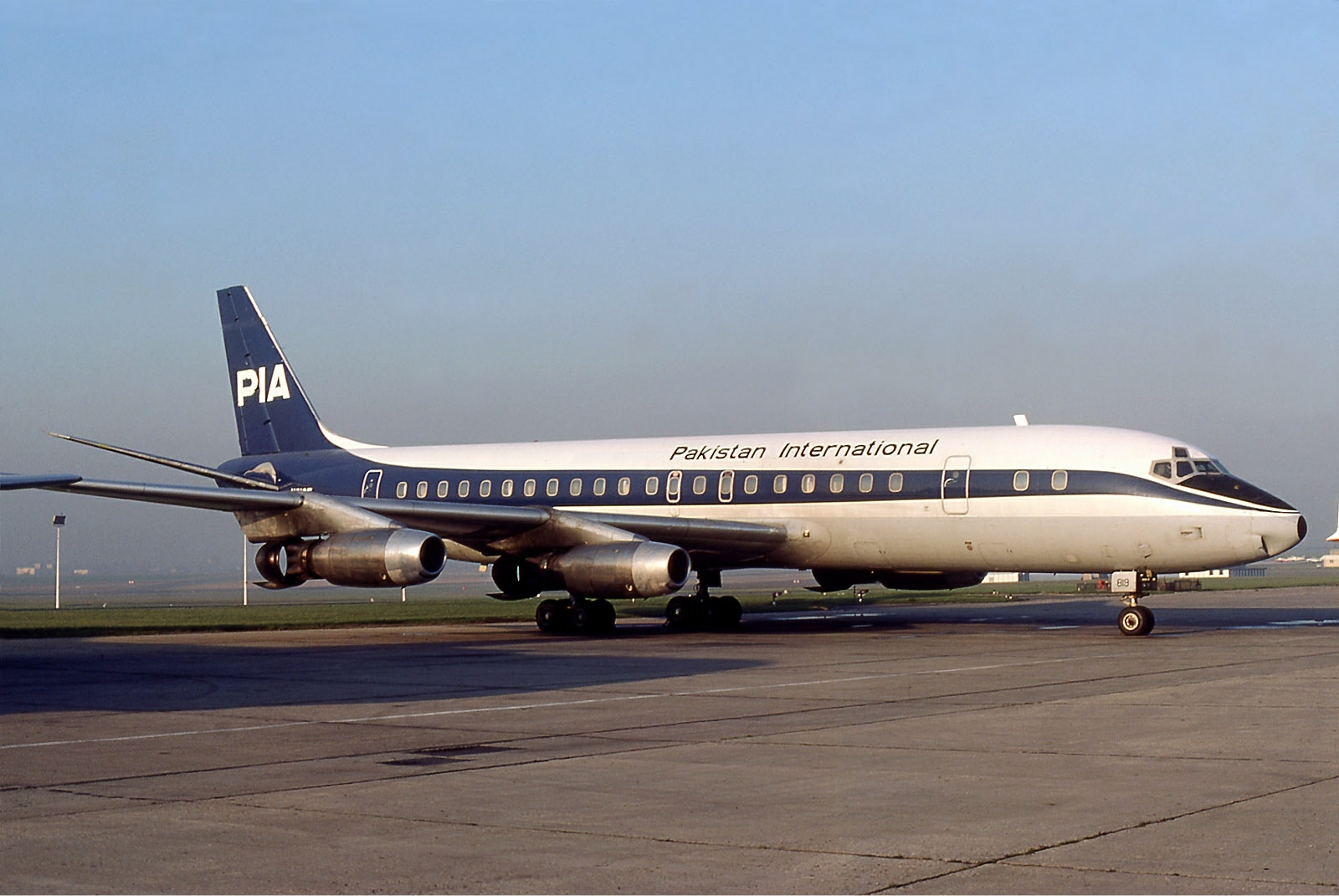
Un Douglas DC-8-21.

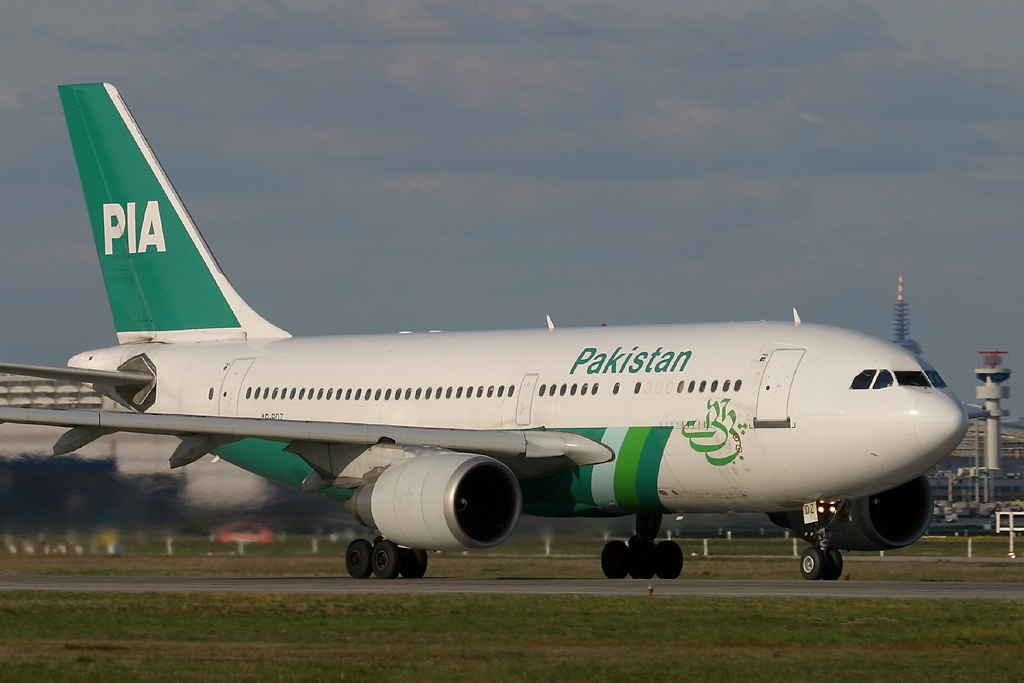
Un Airbus A310-300.

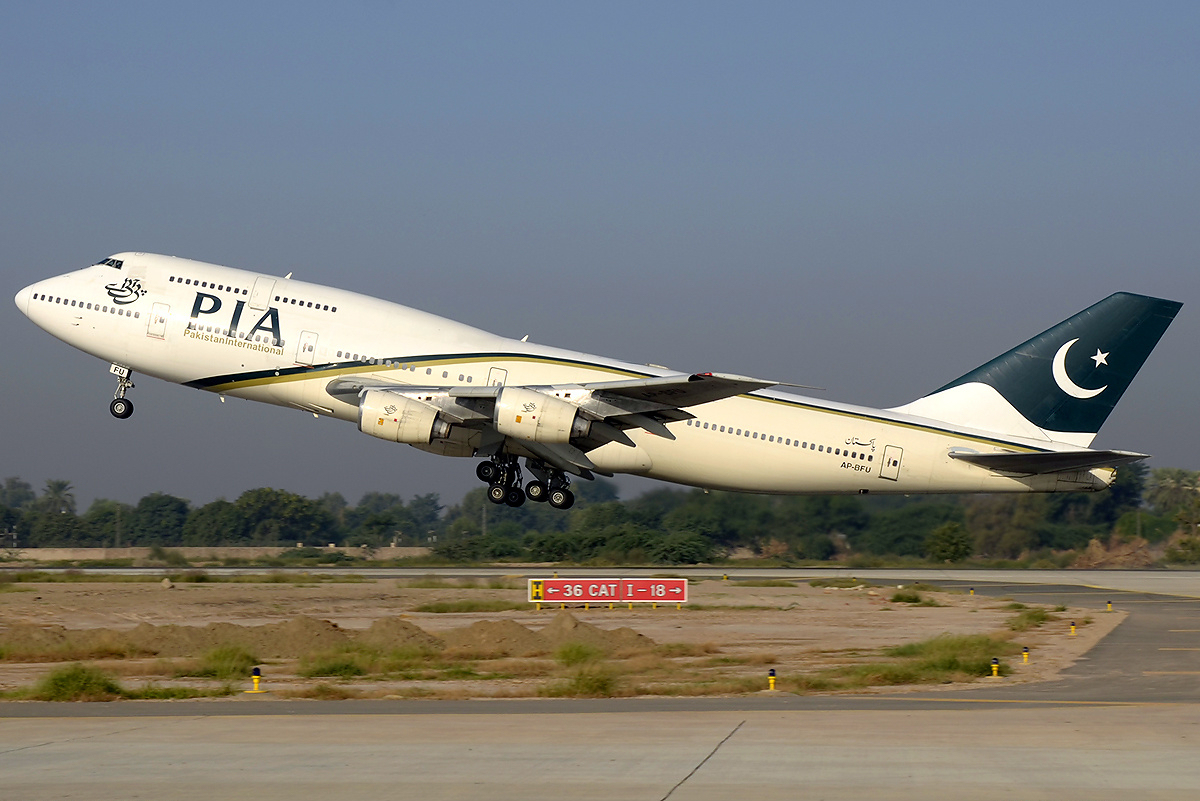
Un Boeing 747-300.

Pakistan International Airlines operava in precedenza con i seguenti aeromobili:

## Incidenti
- 20 maggio 1965: il volo 705, operato da un Boeing 720-040B, si è schiantato durante la discesa sulla pista numero 34 dell'aeroporto Internazionale del Cairo provocando 121 vittime. 6 persone sono sopravvissute.[4]
- 26 novembre 1979: il volo 740, operato da un Boeing 707-340, è precipitato dopo il decollo dall'aeroporto Internazionale di Gedda-Re Abd al-Aziz e ha provocato 156 vittime. È il secondo peggior disastro nella storia della compagnia, ed è il terzo peggiore ad aver coinvolto un Boeing 707.[5]
- 2 marzo 1981: il volo 326, operato da un Boeing 720, fu dirottato dal gruppo militante Al-Zulfiqar. Il dirottamento durò tredici giorni, a partire dal 2 marzo fino al 15. Era un volo tra Caraci e Peshawar, ma i dirottatori lo fecero andare a Kabul, in Afghanistan, e poi a Damasco, dove il tutto si concluse con il rilascio dei prigionieri.[6]
- 28 settembre 1992: il volo 268, operato da un Airbus A300B4-203, si è scontrato con una montagna durante l'avvicinamento all'aeroporto Internazionale di Tribhuvan a Kathmandu. Tutti i 167 a bordo sono rimasti uccisi.[7]
- 25 maggio 1998: il volo 544 è stato dirottato da un commando locale. Tutti i passeggeri e l'equipaggio sono usciti incolumi dalla vicenda.[8]
- 10 luglio 2006: il volo 688, operato da un Fokker F27, si è schiantato in un campo a seguito della rottura di un motore pochi minuti dopo il decollo dall'aeroporto Internazionale di Multan. Tutti i 41 passeggeri ed i quattro membri dell'equipaggio a bordo sono rimasti uccisi.[9]
- 7 dicembre 2016: il volo PIA 661, da Chitral a Islamabad operato dall'ATR 42-500 con marche AP-BHO, è precipitato nei pressi della città di Havelian, in Pakistan, a pochi minuti dall'atterraggio all'aeroporto di Islamabad, provocando la morte di tutti i 42 a bordo, più 5 membri dell'equipaggio.[10]
- 22 maggio 2020: il volo 8303, un Airbus A320-214 in volo da Lahore a Karachi, è precipitato nei pressi dell'aeroporto di Karachi, con a bordo 99 persone. Lo schianto è stato causato da una prima scorretta manovra di atterraggio, a carrello alzato e ad elevata velocità, nella quale il velivolo è stato danneggiato pesantemente. Dopo aver effettuato una riattaccata e dichiarato un mayday per la perdita di entrambi i motori, il velivolo non è riuscito a raggiungere nuovamente la pista d'atterraggio. Solo in 2 sono sopravvissuti.[11]